# 德冨蘆花
德冨蘆花（1868年12月8日—1927年9月18日）是日本小說家，本名德富健次郎。近年也以偵探小說作家受到注目。本人使用「徳冨」（「冨」而非「富」）之表記，因此文學事典、文學館、紀念公園等採用「冨」字。其兄德富蘇峰（德富豬一郎）是著名的思想家・評論家。

## 生涯
熊本縣水俁市出身，同志社英學校（同志社大學前身）中退後，入其兄德富蘇峰創立之民友社擔任記者，以小說「不如歸」、隨筆小品集「自然與人生」成為人氣作家。
蘆花死後，夫人將位在世田谷區之舊宅邸寄贈東京市，即現在的蘆花恆春園。公園附近有蘆花小學校・蘆花中學校，以及京王電鐵京王線蘆花公園車站。熊本縣熊本市有德富蘆花記念園，群馬縣澀川市也有德富蘆花記念文學館。

## 作品
- 『不如歸（日语：不如帰 (小説)）』（1898年 - 1899年）
- 『灰燼』
- 『黒い目と茶色の目』
- 『自然與人生』（1900年）
- 『思出の記』（1900年 - 1901年）
- 『黑潮』（1902年）
- 『寄生木（やどりぎ）』
- 『みみずのたはこと』（1913年）

## 有蘆花登場的作品
- 八重之櫻:2013年NHK大河劇，太賀飾演。

## 關連項目
- 留岡幸助
- 森戶辰男
- 河上丈太郎

## 外部連結
- 徳冨蘆花記念文学館（页面存档备份，存于）